# Радіоактивні аерозолі
Радіоакти́вні аерозо́лі — це аерозолі з радіоактивною дисперсною фазою.
Радіоактивні аерозолі можуть бути штучного походження.
Природні радіоактивні аерозолі виникають у таких випадках:
- за рахунок радіонуклідів, що виділяються з поверхні ґрунту в атмосферу. Це продукти розпаду радону Rn, торону 220Rn і актинону 219Rn. Усі продукти розпаду є важкими металами і тому існують тільки у формі твердих частинок;
- при взаємодії частинок космічного випромінювання з ядрами атомів хімічних елементів повітря.
- при захопленні вітром з поверхні радіоактивної куряви, що містить уран, радій, калій. Аерозоль, що містить 40 К, надходить також при випаровуванні бризок морської води;
- при проникненні в атмосферу з космічною курявою, метеоритами, текститами (наприклад, 26Al, 10Be, 60Co).

Штучні радіоактивні аерозолі, що містять продукти розпаду, утворюються при ядерних вибухах і мають лінійні розміри від 10-6 см та до декількох міліметрів поблизу ядерного вибуху. Штучні радіоактивні аерозолі утворюються також при технологічних або аварійних викидах підприємств атомної промисловості, на уранових шахтах і в збагачувальних цехах, у приміщеннях реакторів, прискорювачах і в радіохімічних лабораторіях. Радіоактивні аерозолі в атмосфері можуть існувати або у своїй первинній формі (первинні частинки), або утворюватися після захоплення радіонуклідів нейтральними аерозолями, що знаходяться в атмосфері. Найчастіше зустрічається останній тип радіоактивних аерозольних частинок. Нижня межа розмірів частинок обумовлена тим, що частинки з радіусом менше 0,01 мкм протягом декількох годин осідають на частинках більшого розміру. З умови рівноваги між двома цими протилежними процесами, що впливають на рух частинок в атмосфері (турбулентне перемішування, спрямоване нагору, і осадження в полі тяжіння Землі), максимальний лінійний розмір аерозольних шароподібних частинок становить 10-20 мкм.